# Bosque de coníferas

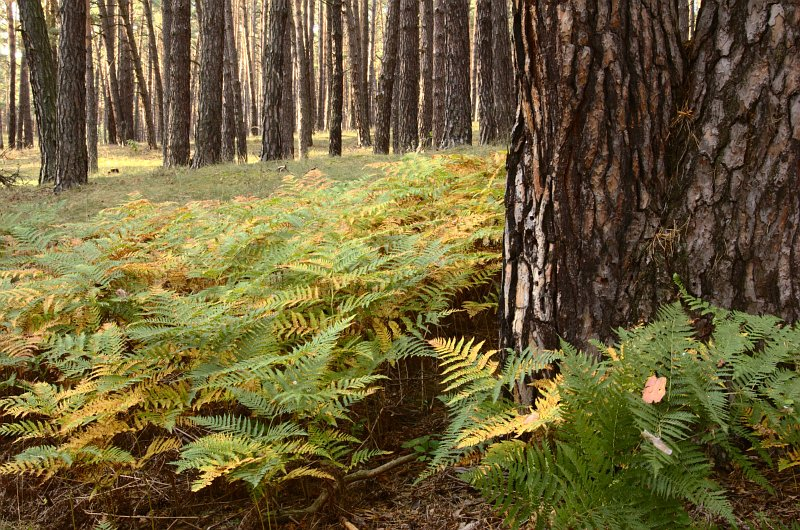
Tierras bajas del arco: bosque de pinos típico.

Bosque de coníferas o  aciculisilva, son los bosques donde predominan las coníferas, los cuales son árboles que presentan hojas perennes aciculares. Son tres tipos de bosque:
- Bosque boreal o taiga
- Bosque templado de coníferas
- Bosque subtropical de coníferas

A estos tipos, habría que añadir el bosque subalpino, el cual es un bosque de coníferas que se presenta en la zona arbolada más alta de las montañas de las zonas templadas de la Tierra; y el bosque mixto, el cual alterna el bosque de coníferas con el bosque caducifolio.

## Características
Los bosques de coníferas se caracterizan también por presentar marcada la diferencia estacional y con frecuencia van acompañados de una capa uniforme de arbustos pequeños, hierbas, musgos, hepáticas, líquenes y un suelo ácido formado por una capa de humus compactado que contiene hongos.
Se encuentran principalmente en el hemisferio norte y los más extensos son los bosques boreales. Las coníferas más representativas son abetos, piceas, pinos, y en zonas más cálidas cipreses, cedros y secuoyas.
La precipitación varía entre los 300 y 900 mm anuales. Algunos bosques templados de coníferas reciben hasta 2000 mm. La precipitación depende de la ubicación, los bosques boreales tienen inviernos largos, helados y secos, con veranos cortos moderadamente cálidos y húmedos. En latitudes más bajas, la precipitación es más uniforme a lo largo del año.
Las coníferas de los fríos bosques boreales, crecen altos y en forma piramidal para deshacerse de la nieve. En los bosques templados secos predominan las coníferas debido a que sus hojas aciculares minimizan la evaporación, a diferencia de los árboles de hoja ancha que requieren mucha más agua, incluso los caducos. Los árboles más frecuentes en los bosques de coníferas templados y subtropicales son los pinos. El fuego es un factor importante en el predomino de pinos, pues su corteza gruesa protege la madera, soportando incendios frecuentes y relativamente pequeños; además las yemas de los tallos están rodeadas por masas espesas de agujas que arden a una temperatura baja que no daña a las yemas. Algunos pinos incluso requieren de fuego para liberar las semillas de sus conos.
La vegetación es una de las determinantes de los animales que habitan el área. Los que se adaptan a las condiciones de los bosques de coníferas son los castores, puercoespines, ardillas, alces, marmotas, liebres, venados, linces, osos negros, conejos y los lobos y etc.